# セミヨン
セミヨン（フランス語: Sémillon）は、フランスのボルドーを発祥地とする、白ワイン用のぶどう品種である。セミョン、セミョーンなどとも表記される。

## 特徴
樹勢が強く、早生の白ぶどうで、果皮は明るい黄緑色をしている。果皮が薄いため、貴腐菌（灰色かび病菌, Botrytis cinerea）がつきやすいが、日差しが強すぎると、皮やけが出やすい。糖度は十分に高いが、酸味に乏しい。

## 産地

### ボルドー
ボルドーでは、ソーヴィニョン・ブラン、ミュスカデルとともに使用が認められている白ぶどう3品種の一つである。
とくに、ソーテルヌなど、貴腐ワインを中心にした甘口白ワインの産地では、中心的なセパージュとなっている。しかし、セミヨン単独では、酸味が乏しいため、ソーヴィニョン・ブランを2割ほど混ぜることが多い。

### ボルドー以外のフランス
ボルドー以外では、ドルドーニュ県のモンバジャックやピレネー・アトランティック県のジュランソンなど、ソーテルヌと似たタイプの甘口白ワインを作るアキテーヌ地方のワイン産地で作られている。

### フランス以外
19世紀の初めにオーストラリア・南アフリカなどに導入され、20世紀の半ばころには、こうした産地では、白ワインの代表的な品種になっていた。しかし、1980年ころから、白ワインには辛口でこくのあるシャルドネのほうが好まれるようになり、今ではオーストラリア・ニュージーランド・チリのごく一部で栽培されているのみである。